# Кльоц Олександр Миколайович
Олександр Миколайович Кльоц (10 листопада 1954, село Чорниводи Городоцького району Хмельницької області) — український природознавець, ботанік, еколог, краєзнавець. Лауреат Хмельницької обласної премії імені Петра Бучинського (1994) .

## Біографія
1983 року закінчив Кам'янець-Подільський сільськогосподарський інститут (нині ПДАТУ — Подільський державний аграрно-технічний університет). 1989 року став головою Городоцького районного комітету охорони природи. Згодом заступник голови-керівник апарату Городоцької районної державної адміністрації.
Зі студентських років досліджує флору та фауну Поділля. Популяризує в місцевій пресі екологічні питання, раціональне використання природних ресурсів, економіку та історію краю. Учасник Подільських географічних краєзнавчих конференцій.
Співавтор путівника «Городок: історія, культура, туризм» (2004) .

## Публікації
- Кльоц О. М. Сучасний стан дикорослої лікарської трав'янистої і плодоягідної флори Хмельницького Подністров'я // Продуктивні сили і природа Хмельницької області: Тези Подільської науково-практичної конференції. — Кам'янець-Подільський, 1981. — С. 54—56.
- Кльоц О. М. На кручах Смотрича // Рідна природа. — 1984. — № 2 — С. 44—45.
- Кльоц О. М. Совиний яр // Рідна природа. — 1985. — № 4 — С. 44—46.
- Ковальчук С. І., Кльоц О. М. Знахідки Euonymus nana Bieb. на Поділлі (Хмельницька область) // Український ботанічний журнал. — 1984. — T. 41. — № 4. [Архівовано 1 жовтня 2020 у Wayback Machine.]
- Кльоц О. М. Сатанівська Бучина — перлина Поділля // Молодіжний екологічний форум. Випуск 1. / Хмельницька обласна бібліотека для юнацтва; Уклад.: Т. М. Таньчук, В. Б. Тарчевська. — Хмельницький, 2007. — С. 38—41.
- Кльоц О. М. Дослідження старовинних парків Хмельниччини: реальність і потреби // Маєток: Науково-краєзнавчий збірник. Випуск 1: Матеріали науково-краєзнавчої конференції «Палацо-паркове мистецтво Хмельниччини: історія, проблеми вивчення, збереження й використання». — Самчики, 2007. — С. 58—63.